# 李喜喜
李喜喜（?—?），或稱李喜，中國元朝末年起義軍人物。
原是刘福通的东系红巾军的大将。至正十五年（1355年）二月，劉军攻占汴梁，立韩林儿为帝，建都亳州，国号大宋，改元龙凤。龍鳳三年（至正十七年，1357年）秋，西路军進攻鳳翔，為元將察罕帖木儿所敗。四年入四川，攻陷成都，易名“青巾軍”，肆虐各郡，百姓死伤殆尽，餘部又攻占了甘肅、寧夏等地。後為明玉珍所滅。